# Cobra (borrmaskin)
Cobra är en serie handhållna slagborr- och bilningsmaskiner från Atlas Copco.

## Modeller

### Kombinerade borr- och bilningsmaskiner
- Cobra 148/149
- Cobra Combi

### Bilningsmaskiner
- Cobra Pro™
- Cobra TT
- Cobra mk1
- Cobra Standard
- Cobra 248/249